# Janko Čajak
Janko Čajak (Paludza, 1º gennaio 1830 – Liptovský Ján, 4 febbraio 1867) è stato un poeta e pastore protestante slovacco.
Fu padre dell'omonimo scrittore Ján Čajak e nonno dell'omonimo scrittore e giornalista Ján Čajak il giovane.

## Biografia
Suo padre era un cuoco, che divenne successivamente impiegato e funzionario. Studiò a Liptovský Mikuláš, Rožňava e Levoča; completò gli studi al seminario evangelico di Vienna. Lavorò brevemente come insegnante e successivamente come precettore privato a Liptovský Ján, dove fu parroco dal 1860. Nel 1866 si ammalò di tubercolosi e morì l'anno successivo.

## Attività letteraria
La sua attività letteraria esercitò la sua influenza soprattutto sull'Unione della gioventù slovacca (Jednote mládeže slovenskej). Anche se è considerato un poeta della cerchia di Ľudovít Štúr, quella personalità non incise sulla sua formazione in modo fondamentale, perché iniziò a comporre ben dopo il periodo dell'insurrezione slovacca del 1848-1849. Nella sua opera ritroviamo la tristezza, la disperazione e la delusione tipiche del periodo postrivoluzionario. Fece uso di materiale letterario popolare e di canzoni meditative. Per insufficienza delle possibilità editoriali, pubblicò le sue opere fino agli anni 1860 sull'almanacco Concordia, e sui giornali Priateľ školy a literatúry e Sokol, diretti allora da Pavol Dobšinský. La maggior parte delle sue opere uscirono postume su Orol, Národný Hlásnik e Tatran. Pavol Dobšinský pubblicò un volume delle sue poesie. 

### Opere
- 1875 – Básne Janka Čajaka ("Poesie di Janko Čajak"), raccolta di poesie edita da Pavol Dobšinský
- 1979 – Zrná ("Grano"), opera completa